# Lista de resultados por etapa da Volta a Portugal de 2015
A Volta a Portugal Liberty Seguros 2015 foi disputada entre 29 de Julho e 9 de Agosto, com a vitória final de Gustavo Veloso. O ciclista espanhol ganhou pela segunda vez consecutiva, ao dominar a prova de princípio a fim.

## Resultados por etapa
| Classificação do Prólogo | Classificação do Prólogo | Classificação do Prólogo | Classificação do Prólogo |
| ------------------------ | ------------------------ | ------------------------ | ------------------------ |
| Pos                      | Ciclista                 | Equipa                   | Tempo                    |
| 1                        | Gaetan Bille             | WIL                      | 7m22s                    |
| 2                        | Gustavo Veloso           | W52                      | a 3s                     |
| 3                        | Dimitri Claeys           | WIL                      | a 9s                     |
| 4                        | Dion Beukboom            | PVC                      | a 13s                    |
| 5                        | José Gonçalves           | CJR                      | a 16s                    |
| 6                        | Coen Vermeltfoort        | RIJ                      | a 17s                    |
| 7                        | Ricardo Vilela           | CJR                      | a 18s                    |
| 8                        | Délio Fernandez          | W52                      | m.t.                     |
| 9                        | Eduard Prades            | CJR                      | a 19s                    |
| 10                       | Hugo Sabido              | LRJ                      | a 20s                    |

| Classificação Geral Individual | Classificação Geral Individual | Classificação Geral Individual | Classificação Geral Individual |
| ------------------------------ | ------------------------------ | ------------------------------ | ------------------------------ |
| Pos                            | Ciclista                       | Equipa                         | Tempo                          |
| 1                              | Gaetan Bille                   | WIL                            | 7m22s                          |
| 2                              | Gustavo Veloso                 | W52                            | a 3s                           |
| 3                              | Dimitri Clayes                 | WIL                            | a 9s                           |
| 4                              | Dion Beukboom                  | PVC                            | a 13s                          |
| 5                              | José Gonçalves                 | CJR                            | a 16s                          |
| 6                              | Coen Vermeltfoort              | RIJ                            | a 17s                          |
| 7                              | Ricardo Vilela                 | CJR                            | a 18s                          |
| 8                              | Délio Fernandez                | W52                            | m.t.                           |
| 9                              | Eduard Prades                  | CJR                            | a 19s                          |
| 10                             | Hugo Sabido                    | LRJ                            | a 20s                          |

| Classificação do Prólogo | Classificação do Prólogo | Classificação do Prólogo | Classificação do Prólogo |
| ------------------------ | ------------------------ | ------------------------ | ------------------------ |
| Pos                      | Ciclista                 | Equipa                   | Tempo                    |
| 1                        | Gaetan Bille             | WIL                      | 7m22s                    |
| 2                        | Gustavo Veloso           | W52                      | a 3s                     |
| 3                        | Dimitri Claeys           | WIL                      | a 9s                     |
| 4                        | Dion Beukboom            | PVC                      | a 13s                    |
| 5                        | José Gonçalves           | CJR                      | a 16s                    |
| 6                        | Coen Vermeltfoort        | RIJ                      | a 17s                    |
| 7                        | Ricardo Vilela           | CJR                      | a 18s                    |
| 8                        | Délio Fernandez          | W52                      | m.t.                     |
| 9                        | Eduard Prades            | CJR                      | a 19s                    |
| 10                       | Hugo Sabido              | LRJ                      | a 20s                    |

| Classificação Geral Individual | Classificação Geral Individual | Classificação Geral Individual | Classificação Geral Individual |
| ------------------------------ | ------------------------------ | ------------------------------ | ------------------------------ |
| Pos                            | Ciclista                       | Equipa                         | Tempo                          |
| 1                              | Gaetan Bille                   | WIL                            | 7m22s                          |
| 2                              | Gustavo Veloso                 | W52                            | a 3s                           |
| 3                              | Dimitri Clayes                 | WIL                            | a 9s                           |
| 4                              | Dion Beukboom                  | PVC                            | a 13s                          |
| 5                              | José Gonçalves                 | CJR                            | a 16s                          |
| 6                              | Coen Vermeltfoort              | RIJ                            | a 17s                          |
| 7                              | Ricardo Vilela                 | CJR                            | a 18s                          |
| 8                              | Délio Fernandez                | W52                            | m.t.                           |
| 9                              | Eduard Prades                  | CJR                            | a 19s                          |
| 10                             | Hugo Sabido                    | LRJ                            | a 20s                          |

| Classificação da Etapa | Classificação da Etapa | Classificação da Etapa | Classificação da Etapa |
| ---------------------- | ---------------------- | ---------------------- | ---------------------- |
| Pos                    | Ciclista               | Equipa                 | Tempo                  |
| 1                      | Vicente de Mateos      | LRJ                    | 5h10m04s               |
| 2                      | Samuel Caldeira        | W52                    | m.t.                   |
| 3                      | Davide Viganò          | IDE                    | m.t.                   |
| 4                      | Filipe Cardoso         | EFP                    | m.t.                   |
| 5                      | Eduard Prades          | CJR                    | m.t.                   |
| 6                      | Johannes Weber         | SGT                    | m.t.                   |
| 7                      | José Gonçalves         | CJR                    | m.t.                   |
| 8                      | Daniel Mestre          | TAV                    | m.t.                   |
| 9                      | Alejandro Marque       | EFP                    | m.t.                   |
| 10                     | Jasper Ockeleon        | PVC                    | m.t.                   |

| Classificação Geral Individual | Classificação Geral Individual | Classificação Geral Individual | Classificação Geral Individual |
| ------------------------------ | ------------------------------ | ------------------------------ | ------------------------------ |
| Pos                            | Ciclista                       | Equipa                         | Tempo                          |
| 1                              | Gaetan Bille                   | WIL                            | 5h17m26s                       |
| 2                              | Gustavo Veloso                 | W52                            | a 3s                           |
| 3                              | Samuel Caldeira                | W52                            | a 15s                          |
| 4                              | José Gonçalves                 | CJR                            | a 16s                          |
| 5                              | Ricardo Vilela                 | CJR                            | a 18s                          |
| 6                              | Délio Fernandez                | W52                            | m.t.                           |
| 7                              | Eduard Prades                  | CJR                            | a 19s                          |
| 8                              | Hugo Sabido                    | LRJ                            | a 20s                          |
| 9                              | Vicente de Mateos              | LRJ                            | a 21s                          |
| 10                             | Hector Benito                  | CJR                            | a 22s                          |

| Classificação da Etapa | Classificação da Etapa | Classificação da Etapa | Classificação da Etapa |
| ---------------------- | ---------------------- | ---------------------- | ---------------------- |
| Pos                    | Ciclista               | Equipa                 | Tempo                  |
| 1                      | Vicente de Mateos      | LRJ                    | 5h10m04s               |
| 2                      | Samuel Caldeira        | W52                    | m.t.                   |
| 3                      | Davide Viganò          | IDE                    | m.t.                   |
| 4                      | Filipe Cardoso         | EFP                    | m.t.                   |
| 5                      | Eduard Prades          | CJR                    | m.t.                   |
| 6                      | Johannes Weber         | SGT                    | m.t.                   |
| 7                      | José Gonçalves         | CJR                    | m.t.                   |
| 8                      | Daniel Mestre          | TAV                    | m.t.                   |
| 9                      | Alejandro Marque       | EFP                    | m.t.                   |
| 10                     | Jasper Ockeleon        | PVC                    | m.t.                   |

| Classificação Geral Individual | Classificação Geral Individual | Classificação Geral Individual | Classificação Geral Individual |
| ------------------------------ | ------------------------------ | ------------------------------ | ------------------------------ |
| Pos                            | Ciclista                       | Equipa                         | Tempo                          |
| 1                              | Gaetan Bille                   | WIL                            | 5h17m26s                       |
| 2                              | Gustavo Veloso                 | W52                            | a 3s                           |
| 3                              | Samuel Caldeira                | W52                            | a 15s                          |
| 4                              | José Gonçalves                 | CJR                            | a 16s                          |
| 5                              | Ricardo Vilela                 | CJR                            | a 18s                          |
| 6                              | Délio Fernandez                | W52                            | m.t.                           |
| 7                              | Eduard Prades                  | CJR                            | a 19s                          |
| 8                              | Hugo Sabido                    | LRJ                            | a 20s                          |
| 9                              | Vicente de Mateos              | LRJ                            | a 21s                          |
| 10                             | Hector Benito                  | CJR                            | a 22s                          |

| Classificação da Etapa | Classificação da Etapa | Classificação da Etapa | Classificação da Etapa |
| ---------------------- | ---------------------- | ---------------------- | ---------------------- |
| Pos                    | Ciclista               | Equipa                 | Tempo                  |
| 1                      | Délio Fernandez        | W52                    | 5:00:10s               |
| 2                      | José Gonçalves         | CJR                    | m.t.                   |
| 3                      | Gustavo Veloso         | W52                    | a 6s                   |
| 4                      | Jóni Brandão           | EFP                    | m.t.                   |
| 5                      | Amaro Antunes          | LAA                    | a 8s                   |
| 6                      | Alejandro Marque       | EFP                    | m.t.                   |
| 7                      | Ricardo Mestre         | TAV                    | a 13s                  |
| 8                      | Sérgio Sousa           | LAA                    | m.t.                   |
| 9                      | Hernâni Brôco          | LAA                    | m.t.                   |
| 10                     | Ricardo Vilela         | CJR                    | m.t.                   |

| Classificação Geral Individual | Classificação Geral Individual | Classificação Geral Individual | Classificação Geral Individual |
| ------------------------------ | ------------------------------ | ------------------------------ | ------------------------------ |
| Pos                            | Ciclista                       | Equipa                         | Tempo                          |
| 1                              | Gustavo Veloso                 | W52                            | 10h17m41s                      |
| 2                              | Délio Fernandez                | W52                            | a 3s                           |
| 3                              | José Gonçalves                 | CJR                            | a 5s                           |
| 4                              | Ricardo Vilela                 | CJR                            | a 26s                          |
| 5                              | Amaro Antunes                  | LAA                            | a 31s                          |
| 6                              | Jóni Brandão                   | EFP                            | m.t.                           |
| 7                              | Sérgio Sousa                   | LAA                            | m.t.                           |
| 8                              | Hernâni Brôco                  | LAA                            | a 33s                          |
| 9                              | Ricardo Mestre                 | TAV                            | a 35s                          |
| 10                             | Alejandro Marque               | EFP                            | a 37s                          |

| Classificação da Etapa | Classificação da Etapa | Classificação da Etapa | Classificação da Etapa |
| ---------------------- | ---------------------- | ---------------------- | ---------------------- |
| Pos                    | Ciclista               | Equipa                 | Tempo                  |
| 1                      | Délio Fernandez        | W52                    | 5:00:10s               |
| 2                      | José Gonçalves         | CJR                    | m.t.                   |
| 3                      | Gustavo Veloso         | W52                    | a 6s                   |
| 4                      | Jóni Brandão           | EFP                    | m.t.                   |
| 5                      | Amaro Antunes          | LAA                    | a 8s                   |
| 6                      | Alejandro Marque       | EFP                    | m.t.                   |
| 7                      | Ricardo Mestre         | TAV                    | a 13s                  |
| 8                      | Sérgio Sousa           | LAA                    | m.t.                   |
| 9                      | Hernâni Brôco          | LAA                    | m.t.                   |
| 10                     | Ricardo Vilela         | CJR                    | m.t.                   |

| Classificação Geral Individual | Classificação Geral Individual | Classificação Geral Individual | Classificação Geral Individual |
| ------------------------------ | ------------------------------ | ------------------------------ | ------------------------------ |
| Pos                            | Ciclista                       | Equipa                         | Tempo                          |
| 1                              | Gustavo Veloso                 | W52                            | 10h17m41s                      |
| 2                              | Délio Fernandez                | W52                            | a 3s                           |
| 3                              | José Gonçalves                 | CJR                            | a 5s                           |
| 4                              | Ricardo Vilela                 | CJR                            | a 26s                          |
| 5                              | Amaro Antunes                  | LAA                            | a 31s                          |
| 6                              | Jóni Brandão                   | EFP                            | m.t.                           |
| 7                              | Sérgio Sousa                   | LAA                            | m.t.                           |
| 8                              | Hernâni Brôco                  | LAA                            | a 33s                          |
| 9                              | Ricardo Mestre                 | TAV                            | a 35s                          |
| 10                             | Alejandro Marque               | EFP                            | a 37s                          |

| Classificação da Etapa | Classificação da Etapa | Classificação da Etapa | Classificação da Etapa |
| ---------------------- | ---------------------- | ---------------------- | ---------------------- |
| Pos                    | Ciclista               | Equipa                 | Tempo                  |
| 1                      | Davide Viganò          | IDE                    | 4h17m33s               |
| 2                      | Gustavo Veloso         | W52                    | m.t.                   |
| 3                      | Manuel Cardoso         | TAV                    | m.t.                   |
| 4                      | Vicente de Mateos      | LRJ                    | m.t.                   |
| 5                      | José Gonçalves         | CJR                    | m.t.                   |
| 6                      | Alejandro Marque       | EFP                    | m.t.                   |
| 7                      | Gaetan Bille           | WIL                    | m.t.                   |
| 8                      | Filipe Cardoso         | EFP                    | m.t.                   |
| 9                      | Amaro Antunes          | LAA                    | m.t.                   |
| 10                     | Jasper Ockeloen        | PVC                    | m.t.                   |

| Classificação Geral Individual | Classificação Geral Individual | Classificação Geral Individual | Classificação Geral Individual |
| ------------------------------ | ------------------------------ | ------------------------------ | ------------------------------ |
| Pos                            | Ciclista                       | Equipa                         | Tempo                          |
| 1                              | Gustavo Veloso                 | W52                            | 14h35m08s                      |
| 2                              | Délio Fernandez                | W52                            | a 9s                           |
| 3                              | José Gonçalves                 | CJR                            | a 12s                          |
| 4                              | Ricardo Vilela                 | CJR                            | a 34s                          |
| 5                              | Amaro Antunes                  | LAA                            | a 37s                          |
| 6                              | Jóni Brandão                   | EFP                            | m.t.                           |
| 7                              | Sérgio Sousa                   | LAA                            | a 38s                          |
| 8                              | Hernâni Brôco                  | LAA                            | a 40s                          |
| 9                              | Ricardo Mestre                 | TAV                            | a 41s                          |
| 10                             | Alejandro Marque               | EFP                            | a 43s                          |

| Classificação da Etapa | Classificação da Etapa | Classificação da Etapa | Classificação da Etapa |
| ---------------------- | ---------------------- | ---------------------- | ---------------------- |
| Pos                    | Ciclista               | Equipa                 | Tempo                  |
| 1                      | Davide Viganò          | IDE                    | 4h17m33s               |
| 2                      | Gustavo Veloso         | W52                    | m.t.                   |
| 3                      | Manuel Cardoso         | TAV                    | m.t.                   |
| 4                      | Vicente de Mateos      | LRJ                    | m.t.                   |
| 5                      | José Gonçalves         | CJR                    | m.t.                   |
| 6                      | Alejandro Marque       | EFP                    | m.t.                   |
| 7                      | Gaetan Bille           | WIL                    | m.t.                   |
| 8                      | Filipe Cardoso         | EFP                    | m.t.                   |
| 9                      | Amaro Antunes          | LAA                    | m.t.                   |
| 10                     | Jasper Ockeloen        | PVC                    | m.t.                   |

| Classificação Geral Individual | Classificação Geral Individual | Classificação Geral Individual | Classificação Geral Individual |
| ------------------------------ | ------------------------------ | ------------------------------ | ------------------------------ |
| Pos                            | Ciclista                       | Equipa                         | Tempo                          |
| 1                              | Gustavo Veloso                 | W52                            | 14h35m08s                      |
| 2                              | Délio Fernandez                | W52                            | a 9s                           |
| 3                              | José Gonçalves                 | CJR                            | a 12s                          |
| 4                              | Ricardo Vilela                 | CJR                            | a 34s                          |
| 5                              | Amaro Antunes                  | LAA                            | a 37s                          |
| 6                              | Jóni Brandão                   | EFP                            | m.t.                           |
| 7                              | Sérgio Sousa                   | LAA                            | a 38s                          |
| 8                              | Hernâni Brôco                  | LAA                            | a 40s                          |
| 9                              | Ricardo Mestre                 | TAV                            | a 41s                          |
| 10                             | Alejandro Marque               | EFP                            | a 43s                          |

| Classificação da Etapa | Classificação da Etapa | Classificação da Etapa | Classificação da Etapa |
| ---------------------- | ---------------------- | ---------------------- | ---------------------- |
| Pos                    | Ciclista               | Equipa                 | Tempo                  |
| 1                      | Filipe Cardoso         | EFP                    | 4h26m14s               |
| 2                      | Jóni Brandão           | EFP                    | m.t.                   |
| 3                      | Gustavo Veloso         | W52                    | m.t.                   |
| 4                      | Amaro Antunes          | LAA                    | a 4s                   |
| 5                      | Délio Fernandez        | W52                    | m.t.                   |
| 6                      | Alejandro Marque       | EFP                    | a 8s                   |
| 7                      | António Carvalho       | W52                    | m.t.                   |
| 8                      | João Benta             | LRJ                    | a 16s                  |
| 9                      | Ricardo Vilela         | CJR                    | a 23s                  |
| 10                     | Daniel Silva           | RPB                    | a 25s                  |

| Classificação Geral Individual | Classificação Geral Individual | Classificação Geral Individual | Classificação Geral Individual |
| ------------------------------ | ------------------------------ | ------------------------------ | ------------------------------ |
| Pos                            | Ciclista                       | Equipa                         | Tempo                          |
| 1                              | Gustavo Veloso                 | W52                            | 0h00m00s                       |
| 2                              | Délio Fernandez                | W52                            | a 17s                          |
| 3                              | Jóni Brandão                   | EFP                            | a 35s                          |
| 4                              | Amaro Antunes                  | LAA                            | a 45s                          |
| 5                              | Alejandro Marque               | EFP                            | a 55s                          |
| 6                              | Ricardo Vilela                 | CJR                            | a 1m01s                        |
| 7                              | António Carvalho               | W52                            | a 1m09s                        |
| 8                              | Hernâni Broco                  | LAA                            | a 1m14s                        |
| 9                              | João Benta                     | LRJ                            | a 1m24s                        |
| 10                             | Daniel Silva                   | RPB                            | a 1m30s                        |

| Classificação da Etapa | Classificação da Etapa | Classificação da Etapa | Classificação da Etapa |
| ---------------------- | ---------------------- | ---------------------- | ---------------------- |
| Pos                    | Ciclista               | Equipa                 | Tempo                  |
| 1                      | Filipe Cardoso         | EFP                    | 4h26m14s               |
| 2                      | Jóni Brandão           | EFP                    | m.t.                   |
| 3                      | Gustavo Veloso         | W52                    | m.t.                   |
| 4                      | Amaro Antunes          | LAA                    | a 4s                   |
| 5                      | Délio Fernandez        | W52                    | m.t.                   |
| 6                      | Alejandro Marque       | EFP                    | a 8s                   |
| 7                      | António Carvalho       | W52                    | m.t.                   |
| 8                      | João Benta             | LRJ                    | a 16s                  |
| 9                      | Ricardo Vilela         | CJR                    | a 23s                  |
| 10                     | Daniel Silva           | RPB                    | a 25s                  |

| Classificação Geral Individual | Classificação Geral Individual | Classificação Geral Individual | Classificação Geral Individual |
| ------------------------------ | ------------------------------ | ------------------------------ | ------------------------------ |
| Pos                            | Ciclista                       | Equipa                         | Tempo                          |
| 1                              | Gustavo Veloso                 | W52                            | 0h00m00s                       |
| 2                              | Délio Fernandez                | W52                            | a 17s                          |
| 3                              | Jóni Brandão                   | EFP                            | a 35s                          |
| 4                              | Amaro Antunes                  | LAA                            | a 45s                          |
| 5                              | Alejandro Marque               | EFP                            | a 55s                          |
| 6                              | Ricardo Vilela                 | CJR                            | a 1m01s                        |
| 7                              | António Carvalho               | W52                            | a 1m09s                        |
| 8                              | Hernâni Broco                  | LAA                            | a 1m14s                        |
| 9                              | João Benta                     | LRJ                            | a 1m24s                        |
| 10                             | Daniel Silva                   | RPB                            | a 1m30s                        |

| Classificação da Etapa | Classificação da Etapa | Classificação da Etapa | Classificação da Etapa |
| ---------------------- | ---------------------- | ---------------------- | ---------------------- |
| Pos                    | Ciclista               | Equipa                 | Tempo                  |
| 1                      | José Gonçalves         | CJR                    | 4h09m07s               |
| 2                      | Délio Fernandez        | W52                    | m.t.                   |
| 3                      | Gustavo Veloso         | W52                    | m.t.                   |
| 4                      | Jóni Brandão           | EFP                    | a 2s                   |
| 5                      | Alejandro Marque       | EFP                    | a 3s                   |
| 6                      | Gaetan Bille           | WIL                    | m.t.                   |
| 7                      | Daniel Silva           | RPB                    | m.t.                   |
| 8                      | César Fonte            | RPB                    | m.t.                   |
| 9                      | Ricardo Vilela         | CJR                    | m.t.                   |
| 10                     | Amaro Antunes          | LAA                    | m.t.                   |

| Classificação Geral Individual | Classificação Geral Individual | Classificação Geral Individual | Classificação Geral Individual |
| ------------------------------ | ------------------------------ | ------------------------------ | ------------------------------ |
| Pos                            | Ciclista                       | Equipa                         | Tempo                          |
| 1                              | Gustavo Veloso                 | W52                            | 23h10m21s                      |
| 2                              | Délio Fernandez                | W52                            | a 15s                          |
| 3                              | Jóni Brandão                   | EFP                            | a 41s                          |
| 4                              | Amaro Antunes                  | LAA                            | a 52m                          |
| 5                              | Alejandro Marque               | EFP                            | a 1m02                         |
| 6                              | Ricardo Vilela                 | CJR                            | a 1m08                         |
| 7                              | António Carvalho               | W52                            | a 1m16                         |
| 8                              | Hernâni Broco                  | LAA                            | a 1m26s                        |
| 9                              | João Benta                     | LRJ                            | a 1m36s                        |
| 10                             | Daniel Silva                   | RPB                            | a 1m37s                        |

| Classificação da Etapa | Classificação da Etapa | Classificação da Etapa | Classificação da Etapa |
| ---------------------- | ---------------------- | ---------------------- | ---------------------- |
| Pos                    | Ciclista               | Equipa                 | Tempo                  |
| 1                      | José Gonçalves         | CJR                    | 4h09m07s               |
| 2                      | Délio Fernandez        | W52                    | m.t.                   |
| 3                      | Gustavo Veloso         | W52                    | m.t.                   |
| 4                      | Jóni Brandão           | EFP                    | a 2s                   |
| 5                      | Alejandro Marque       | EFP                    | a 3s                   |
| 6                      | Gaetan Bille           | WIL                    | m.t.                   |
| 7                      | Daniel Silva           | RPB                    | m.t.                   |
| 8                      | César Fonte            | RPB                    | m.t.                   |
| 9                      | Ricardo Vilela         | CJR                    | m.t.                   |
| 10                     | Amaro Antunes          | LAA                    | m.t.                   |

| Classificação Geral Individual | Classificação Geral Individual | Classificação Geral Individual | Classificação Geral Individual |
| ------------------------------ | ------------------------------ | ------------------------------ | ------------------------------ |
| Pos                            | Ciclista                       | Equipa                         | Tempo                          |
| 1                              | Gustavo Veloso                 | W52                            | 23h10m21s                      |
| 2                              | Délio Fernandez                | W52                            | a 15s                          |
| 3                              | Jóni Brandão                   | EFP                            | a 41s                          |
| 4                              | Amaro Antunes                  | LAA                            | a 52m                          |
| 5                              | Alejandro Marque               | EFP                            | a 1m02                         |
| 6                              | Ricardo Vilela                 | CJR                            | a 1m08                         |
| 7                              | António Carvalho               | W52                            | a 1m16                         |
| 8                              | Hernâni Broco                  | LAA                            | a 1m26s                        |
| 9                              | João Benta                     | LRJ                            | a 1m36s                        |
| 10                             | Daniel Silva                   | RPB                            | a 1m37s                        |

| Classificação da Etapa | Classificação da Etapa | Classificação da Etapa | Classificação da Etapa |
| ---------------------- | ---------------------- | ---------------------- | ---------------------- |
| Pos                    | Ciclista               | Equipa                 | Tempo                  |
| 1                      | Gustavo Veloso         | W52                    | 3h44m33s               |
| 2                      | Vicente de Mateos      | LRJ                    | m.t.                   |
| 3                      | Délio Fernandez        | W52                    | m.t.                   |
| 4                      | Rafael Silva           | EFP                    | m.t.                   |
| 5                      | Davide Viganò          | IDE                    | m.t.                   |
| 6                      | Jóni Brandão           | EFP                    | m.t.                   |
| 7                      | Manuel Cardoso         | TAV                    | m.t.                   |
| 8                      | Jasper Ockeloen        | PVC                    | m.t.                   |
| 9                      | César Fonte            | RPB                    | m.t.                   |
| 10                     | Gaetan Bille           | WIL                    | m.t.                   |

| Classificação Geral Individual | Classificação Geral Individual | Classificação Geral Individual | Classificação Geral Individual |
| ------------------------------ | ------------------------------ | ------------------------------ | ------------------------------ |
| Pos                            | Ciclista                       | Equipa                         | Tempo                          |
| 1                              | Gustavo Veloso                 | W52                            | 26h54m44s                      |
| 2                              | Délio Fernandez                | W52                            | a 21s                          |
| 3                              | Jóni Brandão                   | EFP                            | a 51s                          |
| 4                              | Amaro Antunes                  | LAA                            | a 1m02s                        |
| 5                              | Alejandro Marque               | EFP                            | a 1m12s                        |
| 6                              | Ricardo Vilela                 | CJR                            | a 1m18s                        |
| 7                              | António Carvalho               | W52                            | a 1m26s                        |
| 8                              | Hernâni Broco                  | LAA                            | a 1m36s                        |
| 9                              | João Benta                     | LRJ                            | a 1m46s                        |
| 10                             | Daniel Silva                   | RPB                            | a 1m47s                        |

| Classificação da Etapa | Classificação da Etapa | Classificação da Etapa | Classificação da Etapa |
| ---------------------- | ---------------------- | ---------------------- | ---------------------- |
| Pos                    | Ciclista               | Equipa                 | Tempo                  |
| 1                      | Gustavo Veloso         | W52                    | 3h44m33s               |
| 2                      | Vicente de Mateos      | LRJ                    | m.t.                   |
| 3                      | Délio Fernandez        | W52                    | m.t.                   |
| 4                      | Rafael Silva           | EFP                    | m.t.                   |
| 5                      | Davide Viganò          | IDE                    | m.t.                   |
| 6                      | Jóni Brandão           | EFP                    | m.t.                   |
| 7                      | Manuel Cardoso         | TAV                    | m.t.                   |
| 8                      | Jasper Ockeloen        | PVC                    | m.t.                   |
| 9                      | César Fonte            | RPB                    | m.t.                   |
| 10                     | Gaetan Bille           | WIL                    | m.t.                   |

| Classificação Geral Individual | Classificação Geral Individual | Classificação Geral Individual | Classificação Geral Individual |
| ------------------------------ | ------------------------------ | ------------------------------ | ------------------------------ |
| Pos                            | Ciclista                       | Equipa                         | Tempo                          |
| 1                              | Gustavo Veloso                 | W52                            | 26h54m44s                      |
| 2                              | Délio Fernandez                | W52                            | a 21s                          |
| 3                              | Jóni Brandão                   | EFP                            | a 51s                          |
| 4                              | Amaro Antunes                  | LAA                            | a 1m02s                        |
| 5                              | Alejandro Marque               | EFP                            | a 1m12s                        |
| 6                              | Ricardo Vilela                 | CJR                            | a 1m18s                        |
| 7                              | António Carvalho               | W52                            | a 1m26s                        |
| 8                              | Hernâni Broco                  | LAA                            | a 1m36s                        |
| 9                              | João Benta                     | LRJ                            | a 1m46s                        |
| 10                             | Daniel Silva                   | RPB                            | a 1m47s                        |

| Classificação da Etapa | Classificação da Etapa | Classificação da Etapa | Classificação da Etapa |
| ---------------------- | ---------------------- | ---------------------- | ---------------------- |
| Pos                    | Ciclista               | Equipa                 | Tempo                  |
| 1                      | Délio Fernandez        | W52                    | 4h42m00s               |
| 2                      | Gustavo Veloso         | W52                    | m.t.                   |
| 3                      | Jóni Brandão           | EFP                    | a 4s                   |
| 4                      | Marcos García          | LRJ                    | a 7s                   |
| 5                      | Alejandro Marque       | EFP                    | a 10s                  |
| 6                      | Rui Sousa              | RPB                    | a 14s                  |
| 7                      | Sérgio Sousa           | LAA                    | a 19s                  |
| 8                      | António Carvalho       | W52                    | m.t.                   |
| 9                      | Daniel Silva           | RPB                    | a 34s                  |
| 10                     | Virgílio Santos        | RPB                    | a 48s                  |

| Classificação Geral Individual | Classificação Geral Individual | Classificação Geral Individual | Classificação Geral Individual |
| ------------------------------ | ------------------------------ | ------------------------------ | ------------------------------ |
| Pos                            | Ciclista                       | Equipa                         | Tempo                          |
| 1                              | Gustavo Veloso                 | W52                            | 31h36m38s                      |
| 2                              | Délio Fernandez                | W52                            | a 14s                          |
| 3                              | Jóni Brandão                   | EFP                            | a 57s                          |
| 4                              | Alejandro Marque               | EFP                            | a 1m28s                        |
| 5                              | António Carvalho               | W52                            | a 1m51s                        |
| 6                              | Rui Sousa                      | RPB                            | a 2m11s                        |
| 7                              | Marcos García                  | LRJ                            | a 2m20s                        |
| 8                              | Sérgio Sousa                   | LAA                            | a 2m27s                        |
| 9                              | Daniel Silva                   | RPB                            | m.t.                           |
| 10                             | Hernâni Brôco                  | LAA                            | a 3m03s                        |

| Classificação da Etapa | Classificação da Etapa | Classificação da Etapa | Classificação da Etapa |
| ---------------------- | ---------------------- | ---------------------- | ---------------------- |
| Pos                    | Ciclista               | Equipa                 | Tempo                  |
| 1                      | Délio Fernandez        | W52                    | 4h42m00s               |
| 2                      | Gustavo Veloso         | W52                    | m.t.                   |
| 3                      | Jóni Brandão           | EFP                    | a 4s                   |
| 4                      | Marcos García          | LRJ                    | a 7s                   |
| 5                      | Alejandro Marque       | EFP                    | a 10s                  |
| 6                      | Rui Sousa              | RPB                    | a 14s                  |
| 7                      | Sérgio Sousa           | LAA                    | a 19s                  |
| 8                      | António Carvalho       | W52                    | m.t.                   |
| 9                      | Daniel Silva           | RPB                    | a 34s                  |
| 10                     | Virgílio Santos        | RPB                    | a 48s                  |

| Classificação Geral Individual | Classificação Geral Individual | Classificação Geral Individual | Classificação Geral Individual |
| ------------------------------ | ------------------------------ | ------------------------------ | ------------------------------ |
| Pos                            | Ciclista                       | Equipa                         | Tempo                          |
| 1                              | Gustavo Veloso                 | W52                            | 31h36m38s                      |
| 2                              | Délio Fernandez                | W52                            | a 14s                          |
| 3                              | Jóni Brandão                   | EFP                            | a 57s                          |
| 4                              | Alejandro Marque               | EFP                            | a 1m28s                        |
| 5                              | António Carvalho               | W52                            | a 1m51s                        |
| 6                              | Rui Sousa                      | RPB                            | a 2m11s                        |
| 7                              | Marcos García                  | LRJ                            | a 2m20s                        |
| 8                              | Sérgio Sousa                   | LAA                            | a 2m27s                        |
| 9                              | Daniel Silva                   | RPB                            | m.t.                           |
| 10                             | Hernâni Brôco                  | LAA                            | a 3m03s                        |

| Classificação da Etapa | Classificação da Etapa | Classificação da Etapa | Classificação da Etapa |
| ---------------------- | ---------------------- | ---------------------- | ---------------------- |
| Pos                    | Ciclista               | Equipa                 | Tempo                  |
| 1                      | Eduard Prades          | CJR                    | 4h09m44s               |
| 2                      | Samuel Caldeira        | W52                    | m.t.                   |
| 3                      | Davide Vigano          | IDE                    | m.t.                   |
| 4                      | Coen Vermeltfoort      | RIJ                    | m.t.                   |
| 5                      | Albert Torres          | ECU                    | m.t.                   |
| 6                      | Rafael Silva           | EFP                    | m.t.                   |
| 7                      | Amaro Antunes          | LAA                    | m.t.                   |
| 8                      | Délio Fernandez        | W52                    | m.t.                   |
| 9                      | Daniel Silva           | RPB                    | m.t.                   |
| 10                     | Vicente de Mateos      | LRJ                    | m.t.                   |

| Classificação Geral Individual | Classificação Geral Individual | Classificação Geral Individual | Classificação Geral Individual |
| ------------------------------ | ------------------------------ | ------------------------------ | ------------------------------ |
| Pos                            | Ciclista                       | Equipa                         | Tempo                          |
| 1                              | Gustavo Veloso                 | W52                            | 31h36m38s                      |
| 2                              | Délio Fernandez                | W52                            | a 14s                          |
| 3                              | Jóni Brandão                   | EFP                            | a 57s                          |
| 4                              | Alejandro Marque               | EFP                            | a 1m28s                        |
| 5                              | António Carvalho               | W52                            | a 1m51s                        |
| 6                              | Rui Sousa                      | RPB                            | a 2m11s                        |
| 7                              | Sérgio Sousa                   | LAA                            | a 2m27s                        |
| 8                              | Daniel Silva                   | RPB                            | m.t.                           |
| 9                              | Marcos García                  | LRJ                            | a 2m36s                        |
| 10                             | Hernâni Broco                  | LAA                            | a 3m03s                        |

| Classificação da Etapa | Classificação da Etapa | Classificação da Etapa | Classificação da Etapa |
| ---------------------- | ---------------------- | ---------------------- | ---------------------- |
| Pos                    | Ciclista               | Equipa                 | Tempo                  |
| 1                      | Eduard Prades          | CJR                    | 4h09m44s               |
| 2                      | Samuel Caldeira        | W52                    | m.t.                   |
| 3                      | Davide Vigano          | IDE                    | m.t.                   |
| 4                      | Coen Vermeltfoort      | RIJ                    | m.t.                   |
| 5                      | Albert Torres          | ECU                    | m.t.                   |
| 6                      | Rafael Silva           | EFP                    | m.t.                   |
| 7                      | Amaro Antunes          | LAA                    | m.t.                   |
| 8                      | Délio Fernandez        | W52                    | m.t.                   |
| 9                      | Daniel Silva           | RPB                    | m.t.                   |
| 10                     | Vicente de Mateos      | LRJ                    | m.t.                   |

| Classificação Geral Individual | Classificação Geral Individual | Classificação Geral Individual | Classificação Geral Individual |
| ------------------------------ | ------------------------------ | ------------------------------ | ------------------------------ |
| Pos                            | Ciclista                       | Equipa                         | Tempo                          |
| 1                              | Gustavo Veloso                 | W52                            | 31h36m38s                      |
| 2                              | Délio Fernandez                | W52                            | a 14s                          |
| 3                              | Jóni Brandão                   | EFP                            | a 57s                          |
| 4                              | Alejandro Marque               | EFP                            | a 1m28s                        |
| 5                              | António Carvalho               | W52                            | a 1m51s                        |
| 6                              | Rui Sousa                      | RPB                            | a 2m11s                        |
| 7                              | Sérgio Sousa                   | LAA                            | a 2m27s                        |
| 8                              | Daniel Silva                   | RPB                            | m.t.                           |
| 9                              | Marcos García                  | LRJ                            | a 2m36s                        |
| 10                             | Hernâni Broco                  | LAA                            | a 3m03s                        |

| Classificação da Etapa | Classificação da Etapa | Classificação da Etapa | Classificação da Etapa |
| ---------------------- | ---------------------- | ---------------------- | ---------------------- |
| Pos                    | Ciclista               | Equipa                 | Tempo                  |
| 1                      | Gustavo Veloso         | W52                    | 0h40m41s               |
| 2                      | José Gonçalves         | CJR                    | a 26s                  |
| 3                      | Rafael Reis            | TAV                    | a 35s                  |
| 4                      | Ricardo Mestre         | TAV                    | a 50s                  |
| 5                      | Rui Sousa              | RPB                    | a 56s                  |
| 6                      | Evgeny Shalunov        | LOK                    | a 57s                  |
| 7                      | Alejandro Marque       | EFP                    | a 1m00s                |
| 8                      | Gaetan Bille           | WIL                    | a 1m03s                |
| 9                      | Albert Torres          | ECU                    | a 1m10s                |
| 10                     | Daniel Westmattelmann  | TKG                    | a 1m21s                |

| Classificação Geral Individual | Classificação Geral Individual | Classificação Geral Individual | Classificação Geral Individual |
| ------------------------------ | ------------------------------ | ------------------------------ | ------------------------------ |
| Pos                            | Ciclista                       | Equipa                         | Tempo                          |
| 1                              | Gustavo Veloso                 | W52                            | 36h27m03s                      |
| 2                              | Jóni Brandão                   | EFP                            | a 2m21s                        |
| 3                              | Alejandro Marque               | EFP                            | a 2m28s                        |
| 4                              | Délio Fernandez                | W52                            | a 3m06s                        |
| 5                              | Rui Sousa                      | RPB                            | a 3m07s                        |
| 6                              | António Carvalho               | W52                            | a 3m29s                        |
| 7                              | Sérgio Sousa                   | LAA                            | a 3m54s                        |
| 8                              | Hernâni Broco                  | LAA                            | a 4m34s                        |
| 9                              | Daniel Silva                   | RPB                            | a 4m41s                        |
| 10                             | Amaro Antunes                  | LAA                            | a 5m36s                        |

| Classificação da Etapa | Classificação da Etapa | Classificação da Etapa | Classificação da Etapa |
| ---------------------- | ---------------------- | ---------------------- | ---------------------- |
| Pos                    | Ciclista               | Equipa                 | Tempo                  |
| 1                      | Gustavo Veloso         | W52                    | 0h40m41s               |
| 2                      | José Gonçalves         | CJR                    | a 26s                  |
| 3                      | Rafael Reis            | TAV                    | a 35s                  |
| 4                      | Ricardo Mestre         | TAV                    | a 50s                  |
| 5                      | Rui Sousa              | RPB                    | a 56s                  |
| 6                      | Evgeny Shalunov        | LOK                    | a 57s                  |
| 7                      | Alejandro Marque       | EFP                    | a 1m00s                |
| 8                      | Gaetan Bille           | WIL                    | a 1m03s                |
| 9                      | Albert Torres          | ECU                    | a 1m10s                |
| 10                     | Daniel Westmattelmann  | TKG                    | a 1m21s                |

| Classificação Geral Individual | Classificação Geral Individual | Classificação Geral Individual | Classificação Geral Individual |
| ------------------------------ | ------------------------------ | ------------------------------ | ------------------------------ |
| Pos                            | Ciclista                       | Equipa                         | Tempo                          |
| 1                              | Gustavo Veloso                 | W52                            | 36h27m03s                      |
| 2                              | Jóni Brandão                   | EFP                            | a 2m21s                        |
| 3                              | Alejandro Marque               | EFP                            | a 2m28s                        |
| 4                              | Délio Fernandez                | W52                            | a 3m06s                        |
| 5                              | Rui Sousa                      | RPB                            | a 3m07s                        |
| 6                              | António Carvalho               | W52                            | a 3m29s                        |
| 7                              | Sérgio Sousa                   | LAA                            | a 3m54s                        |
| 8                              | Hernâni Broco                  | LAA                            | a 4m34s                        |
| 9                              | Daniel Silva                   | RPB                            | a 4m41s                        |
| 10                             | Amaro Antunes                  | LAA                            | a 5m36s                        |

| Classificação da Etapa | Classificação da Etapa | Classificação da Etapa | Classificação da Etapa |
| ---------------------- | ---------------------- | ---------------------- | ---------------------- |
| Pos                    | Ciclista               | Equipa                 | Tempo                  |
| 1                      | Matteo Maluccelli      | IDE                    | 3h33m27s               |
| 2                      | Davide Viganò          | IDE                    | m.t.                   |
| 3                      | Eduard Prades          | CJR                    | m.t.                   |
| 4                      | Manuel Cardoso         | TAV                    | m.t.                   |
| 5                      | Pedro Paulinho         | LAA                    | m.t.                   |
| 6                      | Filipe Cardoso         | EFP                    | m.t.                   |
| 7                      | Albert Torres          | ECU                    | m.t.                   |
| 8                      | Vicent de Mateos       | LRJ                    | m.t.                   |
| 9                      | Samuel Caldeira        | W52                    | m.t.                   |
| 10                     | Marco Tizza            | IDE                    | m.t.                   |

| Classificação Geral Individual | Classificação Geral Individual | Classificação Geral Individual | Classificação Geral Individual |
| ------------------------------ | ------------------------------ | ------------------------------ | ------------------------------ |
| Pos                            | Ciclista                       | Equipa                         | Tempo                          |
| 1                              | Gustavo Veloso                 | W52                            | 40h00m39s                      |
| 2                              | Jóni Brandão                   | EFP                            | a 2m12s                        |
| 3                              | Alejandro Marque               | EFP                            | a 2m19s                        |
| 4                              | Délio Fernandez                | W52                            | a 2m57s                        |
| 5                              | Rui Sousa                      | RPB                            | a 2m58s                        |
| 6                              | António Carvalho               | W52                            | a 3m20s                        |
| 7                              | Sérgio Sousa                   | LAA                            | a 3m45s                        |
| 8                              | Daniel Silva                   | RPB                            | a 4m32s                        |
| 9                              | Hernâni Broco                  | LAA                            | a 4m33s                        |
| 10                             | Amaro Antunes                  | LAA                            | a 5m27s                        |

| Classificação da Etapa | Classificação da Etapa | Classificação da Etapa | Classificação da Etapa |
| ---------------------- | ---------------------- | ---------------------- | ---------------------- |
| Pos                    | Ciclista               | Equipa                 | Tempo                  |
| 1                      | Matteo Maluccelli      | IDE                    | 3h33m27s               |
| 2                      | Davide Viganò          | IDE                    | m.t.                   |
| 3                      | Eduard Prades          | CJR                    | m.t.                   |
| 4                      | Manuel Cardoso         | TAV                    | m.t.                   |
| 5                      | Pedro Paulinho         | LAA                    | m.t.                   |
| 6                      | Filipe Cardoso         | EFP                    | m.t.                   |
| 7                      | Albert Torres          | ECU                    | m.t.                   |
| 8                      | Vicent de Mateos       | LRJ                    | m.t.                   |
| 9                      | Samuel Caldeira        | W52                    | m.t.                   |
| 10                     | Marco Tizza            | IDE                    | m.t.                   |

| Classificação Geral Individual | Classificação Geral Individual | Classificação Geral Individual | Classificação Geral Individual |
| ------------------------------ | ------------------------------ | ------------------------------ | ------------------------------ |
| Pos                            | Ciclista                       | Equipa                         | Tempo                          |
| 1                              | Gustavo Veloso                 | W52                            | 40h00m39s                      |
| 2                              | Jóni Brandão                   | EFP                            | a 2m12s                        |
| 3                              | Alejandro Marque               | EFP                            | a 2m19s                        |
| 4                              | Délio Fernandez                | W52                            | a 2m57s                        |
| 5                              | Rui Sousa                      | RPB                            | a 2m58s                        |
| 6                              | António Carvalho               | W52                            | a 3m20s                        |
| 7                              | Sérgio Sousa                   | LAA                            | a 3m45s                        |
| 8                              | Daniel Silva                   | RPB                            | a 4m32s                        |
| 9                              | Hernâni Broco                  | LAA                            | a 4m33s                        |
| 10                             | Amaro Antunes                  | LAA                            | a 5m27s                        |